# Ox Baker
Douglas A. Baker, noto con lo pseudonimo Ox Baker (Sedalia, 19 aprile 1934 – Hartford, 20 ottobre 2014), è stato un wrestler statunitense.
In passato riuscì a vincere come titoli di maggior prestigio l'NWA World Tag Team Championship, l'NWA United States Heavyweight Championship e il WWC Universal Heavyweight Championship. Nel 1981 ha recitato nel film 1997: Fuga da New York nei panni del brutale lottatore Slag che combatte contro Jena Plissken, interpretato da Kurt Russell. Nel 2014 è stato inserito nella NWA Hall of Fame.

## Carriera

### Inizi
Douglas Baker, maggiore di cinque fratelli, iniziò ad interessarsi alla lotta già alle scuole superiori, oltre che alla boxe e al football americano. Nel 1962 venne espulso dalla scuola e non vi fece più ritorno. Giocò a football per due anni nell'esercito. Successivamente si trasferì a Kansas City (Missouri) e divenne un wrestler professionista. Si allenò sotto la guida di Buddy "Killer" Austin, Pat O'Connor, e Bob Geigel. Un paio di anni dopo, data la sua imponente stazza si guadagnò il soprannome di "Ox" ("bue").

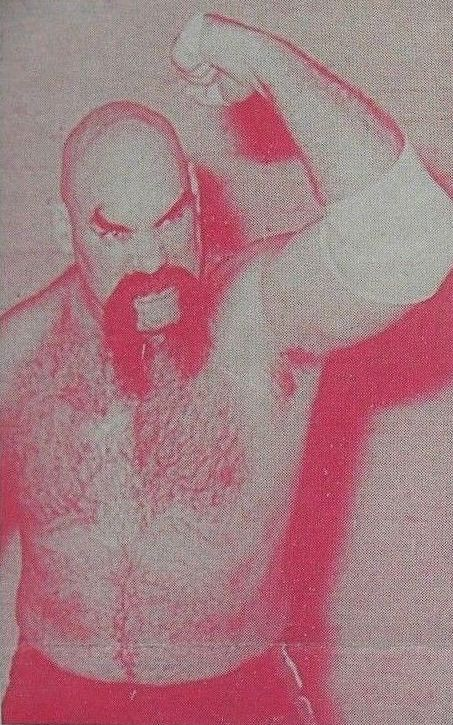
Ox Baker

All'epoca vinceva la maggior parte dei suoi match abbattendo gli avversari con un Heart Punch ("pugno al cuore"), mossa mutuata da Stan Stasiak. Successivamente, per evitare contestazioni da parte di Stasiak stesso, Baker cambiò il nome della sua mossa in "Hurt Punch". Con il trascorrere del tempo, Ox divenne uno dei più celebri e temuti heel della storia del wrestling, conosciuto per la sua crudeltà, e il suo look unico da "cattivo" con testa rasata, grossi baffi neri spioventi e sopracciglia cespugliose.
Baker lottò in numerose federazioni di wrestling negli Stati Uniti e in Canada, come anche in altri Paesi del mondo. Nel 1967 Baker lottò nella WWWF con il ring name "The Friendly Arkansas Ox", principalmente alla Market Street Arena di Filadelfia. Nella sua prima apparizione in WWWF, Baker fece coppia con Armand Hussein in un handicap match contro Gorilla Monsoon.
Nel corso degli anni settanta Baker continuò a combattere in diverse promozioni più o meno note, a Detroit, nella Stampede Wrestling, e nell'AWA. Si dice che la breve permanenza di Ox Baker del 1980 nella World Wide Wrestling Federation (fece una sola apparizione televisiva) fosse da imputarsi a Vince McMahon Sr. che non era entusiasta del modo di combattere di Baker (altre voci affermano che inizialmente Ox Baker avrebbe anche dovuto scontrarsi con il campione mondiale dell'epoca Bob Backlund) e diede ordine di licenziarlo.
Nel corso della sua carriera sconfisse svariate volte "Cowboy" Bob Ellis per il titolo World Wrestling Association nel territorio controllato da Dick The Bruiser a Indianapolis; sconfisse inoltre Carlos Colón per il titolo mondiale WWC a Porto Rico. Numerosi inoltre i titoli di coppia conquistati in varie federazioni. Altro memorabile feud di Baker fu quello con Randy "Macho Man" Savage, svoltosi nella International Championship Wrestling di proprietà dello stesso Savage, di suo padre Angelo Poffo e del fratello Lanny Poffo.
Si conta che circa 8,000 uomini siano rimasti vittima dell'Heart Punch di Baker finendo KO. Tra i tanti Fritz Von Erich, David Von Erich, Kerry Von Erich, Jimmy Snuka, Verne Gagne, Ernie Ladd, Harley Race, Bulldog Brower, Mil Máscaras, Hulk Hogan, e The Sheik. Verso fine carriera, Baker apparve nella Central States Wrestling combattendo come uno dei "buoni" scontrandosi con Rip Rogers.

### Gli "omicidi" dell'Heart Punch

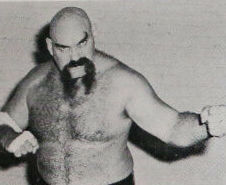
Ox Baker, luglio 1977

Il 13 giugno 1971, Ox e il suo partner sul ring The Claw stavano lottando in un match con in palio il titolo AWA Midwest Tag Team Championship contro la coppia formata da Alberto Torres & Cowboy Bob Ellis a Verdigre, in Nebraska. Torres rimase infortunato durante l'incontro e morì tre giorni dopo. Anche se il referto medico indicò la causa del decesso nella rottura dell'appendice, la leggenda volle che della morte di Torres fosse ritenuta responsabile la mossa finale di Baker, l'Heart Punch. Anche se personalmente scosso dalla morte del collega, Baker fece buon occhio a cattivo gioco accettando di sfruttare la diceria a suo favore affermando di avere ucciso Torres con la sua terribile mossa.
Il 1º agosto 1972, a Savannah (Georgia), Baker affrontò Ray Gunkel, che era un wrestler molto popolare in quella zona. Sebbene venne ufficialmente riferito che Gunkel era rimasto ucciso sul ring vittima dell'Heart Punch di Ox, altri affermano che il lottatore rimase vittima di un infarto (tesi avvalorata da Vince McMahon nel libro Sex, Lies and Headlocks) causatogli da una indigestione rimediata in un ristorante prima dell'incontro. La verità è che Gunkel vinse il match e morì subito dopo nello spogliatoio.

### Ritiro e vita privata

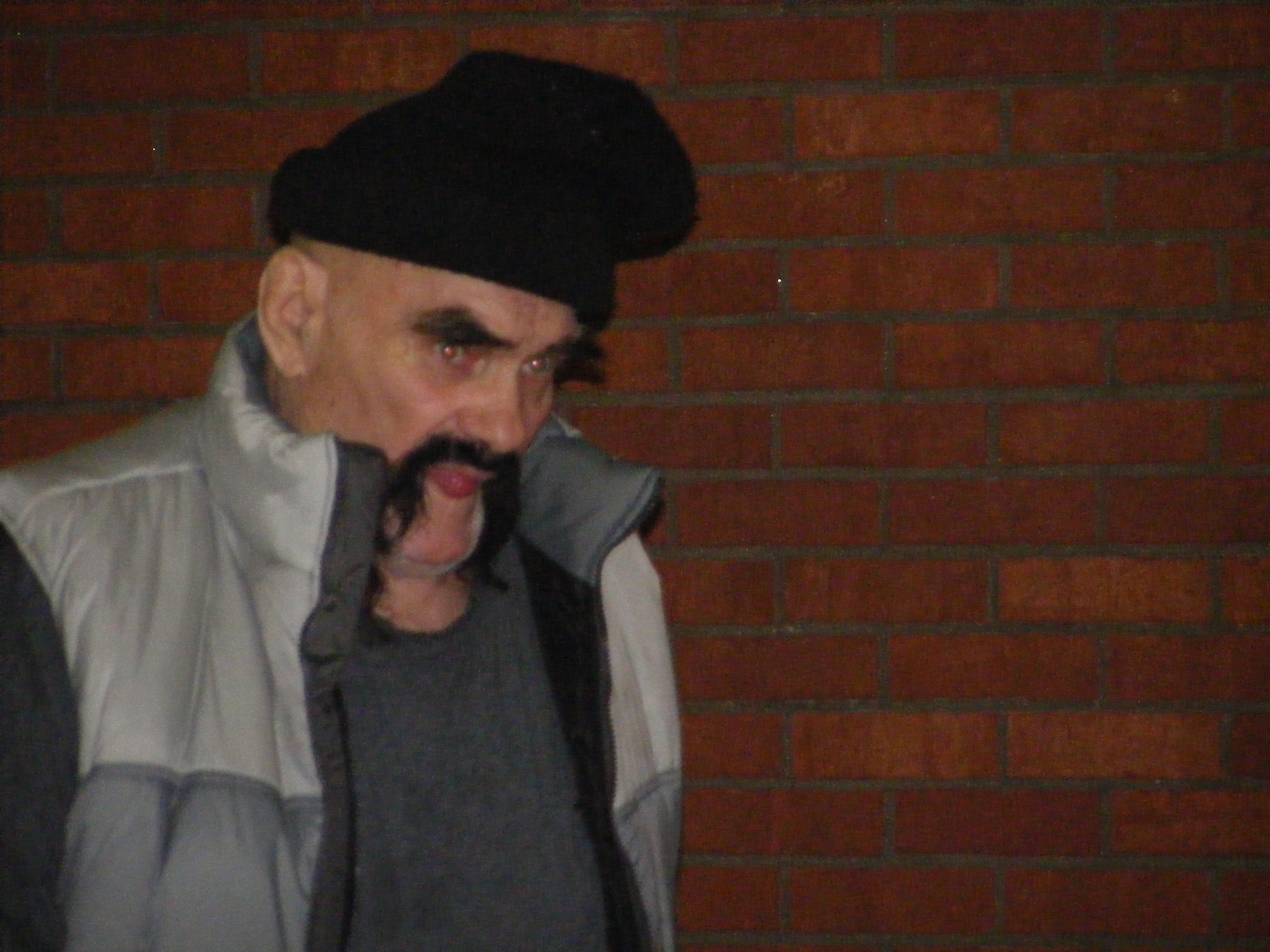
Baker nel 2010.

Dopo un lungo periodo nel quale preferì dedicarsi a comparsate al cinema e in televisione come caratterista, nel 1988 Ox tornò a combattere nella AWA. L'anno seguente fondò la sua scuola "Ox Baker's Wrestling School"  divenendo uno stimato allenatore di giovani speranze. Alcuni allievi della scuola inclusero Star The Night Stalker (vero nome Bryan Clark, poi conosciuto come Adam Bomb), The Dark Angel, e Brother Micky Byggs. Baker ha inoltre pubblicato un libro da colorare per bambini, un libro di ricette, e inciso un CD musicale.
Il 14 febbraio 1996, Ox Baker ha sposato in seconde nozze Peggy Ann Kawa. Nel 2004 Baker ha fatto un'apparizione nella Ring of Honor durante lo show At Our Best, affrontando Dusty Rhodes prima dell'inizio dello spettacolo e poi ancora nel main event dello show. Nel 2006 il gruppo musicale indie The Mountain Goats ha pubblicato il brano Ox Baker Triumphant (incluso nel loro album Babylon Springs) nel quale Ox viene ritratto come un lottatore tradito dall'ambiente del wrestling che poi risorge e si vendica di tutti quanti.
Baker è inoltre apparso nella Combat Zone Wrestling l'8 dicembre 2007, a Filadelfia, durante lo show Cage of Death 9. Ox era ospite di Cult Fiction, Halfbreed Billy Gram e Toby Klein, in un'intervista prima dell'inizio dello show. Baker risiede in Connecticut, di tanto in tanto partecipa a qualche spettacolo nella zona del New England ed è stato introdotto nella NEPWHOF.
Peggy Ann Kawa-Baker è morta il 24 aprile 2010, a Danielson, nel Connecticut. Nel dicembre 2013, Baker è tornato a combattere sul ring vincendo il titolo di campione CCW dopo aver preso parte a sorpresa ad una Battle Royal a 13 partecipanti svoltasi in Ohio.

## Morte
Baker è deceduto il 20 ottobre 2014 all'età di 80 anni, a causa di complicazioni sopraggiunte in seguito ad un infarto.

## Personaggio

### Mossa finale
- Heart Punch

### Manager
- - Jimmy Hart
  - Oliver Humperdink[3]

## Titoli e riconoscimenti

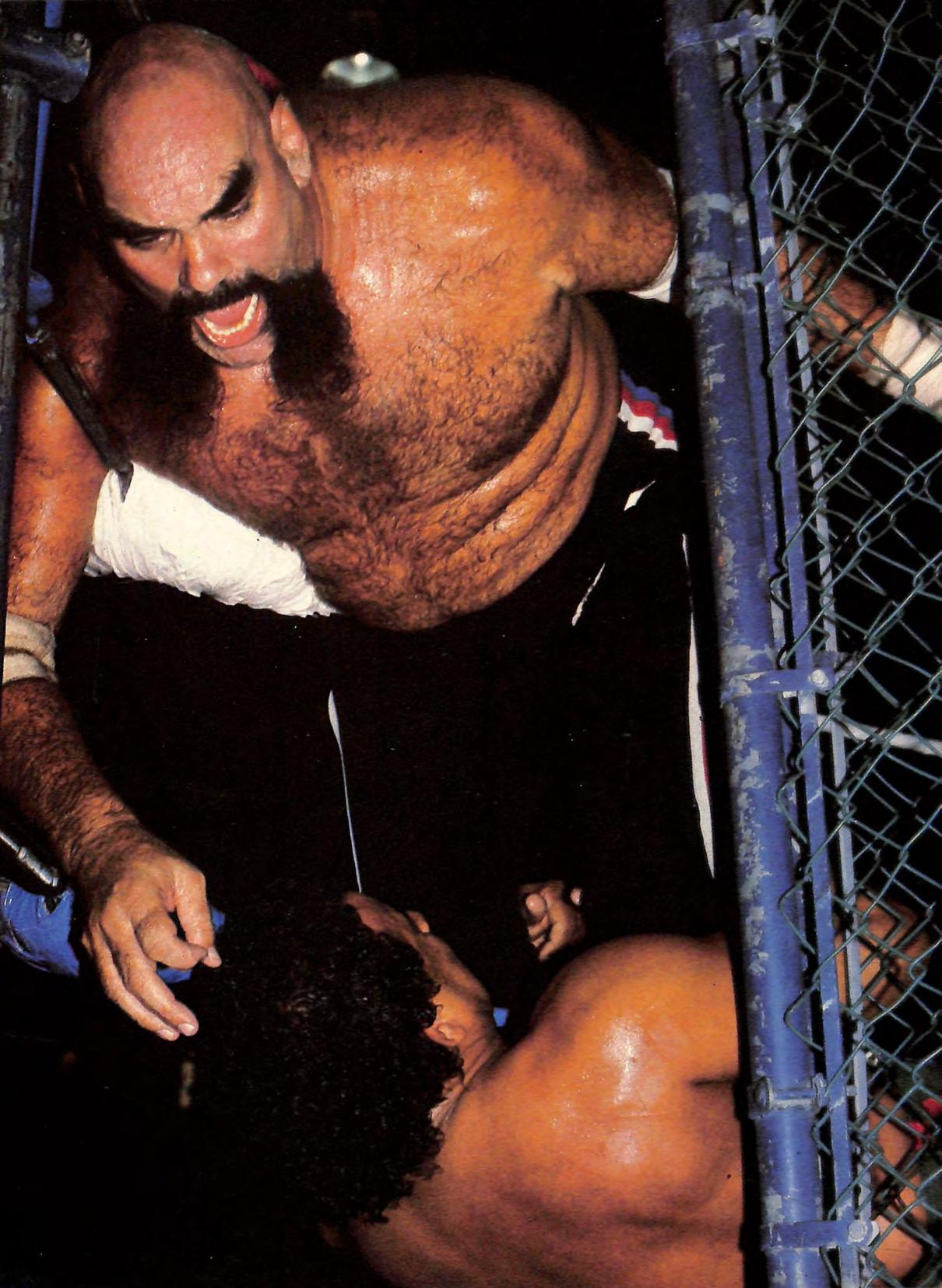
Ox Baker vs Jose Gonzalez (1983)

- All Star Pro Wrestling (New Zealand)
  - NWA Australasian Tag Team Championship (1) - con King Kamaka[4]

- American Wrestling Association
  - AWA Midwest Tag Team Championship (3) - con Rock Rogowski (1), The Claw (1), & The Great Kusatsu (1)[5]

- Cauliflower Alley Club
  - Other honoree (2002)

- Championship Wrestling from Florida
  - NWA Florida Tag Team Championship (1) - con Superstar Billy Graham[6]
  - NWA Southern Heavyweight Championship (Florida version) (1)[7]

- International Wrestling Association
  - IWA North American Heavyweight Championship (1)[8]

- Mid-Atlantic Championship Wrestling
  - NWA Mid-Atlantic Tag Team Championship (1) - con Carl Fergie[9]

- Mid-South Sports
  - NWA Georgia Tag Team Championship (1) - con Skandor Akbar[10]

- Midwest Championship Wrestling
  - MCW International Heavyweight Championship (1)[11]
- NWA Big Time Wrestling
  - NWA American Heavyweight Championship (2)[12]
  - NWA Texas Heavyweight Championship (1)[13]

- NWA Hall of Fame
  - (Classe del 2014)
- NWA Detroit
  - NWA United States Heavyweight Championship (Detroit Version) (1)[14]

- NWA Hollywood Wrestling
  - NWA Americas Tag Team Championship (1) - con Enforcer Luciano[15]
  - NWA World Tag Team Championship (Los Angeles version) (1) - con Enforcer Luciano[16]

- NWA New Zealand
  - NWA British Commonwealth Heavyweight Championship (1)[17]

- National Wrestling Federation
  - NWF North American Heavyweight Championship (1)[18]

- New England Pro Wrestling Hall of Fame
  - Classe del 2009
- Southeastern Championship Wrestling
  - NWA Southeastern Heavyweight Championship (Southern Division) (1)[19]

- Stampede Wrestling
  - Stampede North American Heavyweight Championship (1)[20]

- World Championship Wrestling (Australia)
  - NWA Austra-Asian Tag Team Championship (1) - con Butcher Brannigan[21]

- World Wrestling Association
  - WWA World Heavyweight Championship (1)[22]
  - WWA World Tag Team Championship (1) - con Chuck O'Connor[23]

- World Wrestling Council
  - WWC Puerto Rico Heavyweight Championship (1)[24]
  - WWC World Heavyweight Championship (1)[25]